# 하템 트라벨시
하템 트라벨시(아랍어: حاتم الطرابلسي, Ḥātem Ṭrabelsī, 1977년 1월 25일 ~ )는 튀니지의 전 축구 선수이다. 선수 때의 포지션은 라이트 백과 오른쪽 미드필더이다.

## 클럽 경력
트라벨시는 스팍스에서 자랐으며 그의 축구 인생도 그곳에 자리잡은 CS 스팍시앙에서 시작했으며 이 때는 공격수로 뛰었다. 스팍시앙에서의 부상의 위기가 그를 임시로 오른쪽 수비수에서 뛰게 만든 결과가 그를 수비쪽으로 전향시켜줬고 팀의 주전 오른쪽 수비수가 되게 하였다. 2001년 그는 네덜란드의 AFC 아약스로 이적하여 첫 해외생활을 시작하게 된다. 아약스 시절 동안 그는 두 번의 에레디비시 우승과 한 번의 요한 크라위프 스칼 우승을 하였다.
2004년 트라벨시는 아스널 FC의 아르센 웽거 감독의 입단 테스트를 받는다. 겉보기에는 그는 아스널에 깊은 인상을 주었고 아약스와 아스널 간의 계약은 합의된 것처럼 보였다. 금방이라도 이적할 것으로 보였고 이미 프로 에볼루션 사커 4에서는 트라벨시를 아스널 소속으로 넣었다. 그러나 그의 개인적 이유로 그는 아스널의 계약에 사인하지 않고 다시 아약스로 돌아왔다.
2006년, 트라벨시는 잉글랜드 클럽의 관심을 끌었다. 그리고 그 중 8월에 맨체스터 시티 FC로 이적했다. 부상과 워크 퍼밋 문제로 한 달 정도 데뷔가 늦은 그는 9월 11일 레딩 FC전에서 프리미어리그 데뷔를 하게 된다. 그가 시티에서 넣은 유일한 골은 라이벌 맨체스터 유나이티드 FC의 경기로 팀은 3-1로 졌지만 그는 에드빈 판 데르 사르를 상대로 한 골을 기록했다. 트라벨시는 마이카 리처즈와 네덤 오누오하에 밀려 3월 시티가 1-0으로 이긴 뉴캐슬 유나이티드 FC 전을 끝으로 출전하지 못 했으며 시즌이 끝나고 그는 방출되었다.
6개월 간 무직으로 있다가 그는 2007년 11월 사우디 아라비아의 알힐랄과 계약한다. 그리고 이 6개월을 끝으로 그는 현역에서 은퇴하였다.

## 국가대표팀 경력
트라벨시는 1998년 FIFA 월드컵 바로 전에 데뷔하였다. 그리고 그는 2002년 FIFA 월드컵과 2006년 FIFA 월드컵, 튀니지가 우승한 2004년 아프리카 네이션스컵에서도 튀니지 국가대표팀의 유니폼을 입고 활약하였다. 2006년 월드컵에서 튀니지가 우크라이나에게 패배하여 탈락하자, 그는 대표팀 은퇴를 선언했다. 그는 국가대표팀에서 66경기 출전 1골을 기록했다.

## 플레이 스타일
트라벨시는 2006년 FIFA 월드컵의 준비에서 튀니지의 스타 선수로 소개되었다. 비록 때때로 비평가들의 그의 헌신에 의문을 표하더라도, 트라벨시의 가장 강한 특성은 그의 속도와 민첩성이다.